# Freiwache
Freiwache ist zum einen die Zeit zwischen zwei Wachen, in der das Besatzungsmitglied eines Schiffes von Bordaufgaben freigestellt ist. Das Besatzungsmitglied kann in dieser Zeit schlafen oder eigenen Interessen nachgehen. Allerdings werden der Freiwache zum Teil weitere Aufgaben – insbesondere zur Instandhaltung des Schiffes – übertragen. Auch muss die Freiwache gegebenenfalls für ein „Alle Mann an Deck“-Manöver antreten; dazu gehören Notfälle wie Brand, Wassereinbruch oder Mann über Bord, aber auch arbeitsintensive oder (z. B. bei drohendem Schlechtwetter) schnell auszuführende Aufgaben.
Als Freiwache werden zum anderen auch die Besatzungsmitglieder bezeichnet, die zu einem bestimmten Zeitpunkt diese freie Zeit („Freiwache“) haben. Auf manchen Schiffen wird für sie auch der Ausdruck Freiwächter benutzt.